# Johan Kymmell
Johan Kymmell (Havelte, 24 juli 1784 - Meppel, 6 mei 1829) was een Nederlandse burgemeester.

## Leven en werk
Kymmell was een zoon van de raadsheer bij het Hof van Justitie van het Landschap Drenthe, mr. Wolter Kymmell en Henrica Johanna Sijlman. Hij werd geboren in Huize Overcinge in Havelte. Hij studeerde rechten aan de universiteit van Groningen en promoveerde aldaar in 1807. Hij vestigde zich in 1811 als notaris te Meppel, een functie die hij tot zijn overlijden in 1829 uitoefende. In 1816 werd hij tevens benoemd tot het driekoppige College van Burgemeesteren van Meppel; in de jaren 1818 en 1821 was hij President-Burgemeester. De burgemeestersfunctie vervulde hij, naast die van notaris, tot 1824. Van 1822 tot 1825 was hij lid van Provinciale Staten van Drenthe.
Kymmell trouwde op 24 april 1811 in Norg met Tetje Elisabeth Tonckens, dochter van de Drentse gedeputeerde Joachimus Lunsingh Tonckens (1753-1821) en Maria Hellinga. Zij woonden in een huis aan de noordwand van de Kruisstraat in Meppel dat familiebezit was van zijn Tetje. Haar broers Warmolt en Johannes waren burgemeester van Eelde en van Norg.
- International Standard Name Identifier: 0000 0003 9793 0185
- Nederlandse Thesaurus van Auteursnamen: 073763586
- Virtual International Authority File: 69325879
- WorldCat: E39PBJy49BKWrmXRyD7ghcm8G3